# Evelina Nazzari
Evelina Nazzari, nome d'arte di Maria Evelina Buffa (Roma, 8 maggio 1958), è un'attrice italiana.

## Biografia
È figlia degli attori Amedeo Nazzari e Irene Genna, che da piccola le fecero studiare danza e pianoforte.
Iniziò a lavorare all'età di diciassette anni come presentatrice del programma televisivo per ragazzi Teen. Successivamente, dopo aver fatto un anno di scuola di recitazione, prese parte al Cyrano di Maurizio Scaparro nella parte di Rossana.
Fu una svolta per la sua carriera, inoltre in quell'occasione conobbe il futuro marito Pino Micol sposato nel giugno 1979 e con il quale ebbe il primo figlio nel 1980.
La prima prova importante della sua carriera fu lo sceneggiato televisivo L'eredità della priora (1980).
Nel 2008 ha pubblicato il libro biografico Amedeo Buffa in arte Nazzari dedicato alla memoria del padre.

## Teatro
- Cyrano de Bergerac, di Edmond Rostand
- La cortigiana, di Pietro Aretino
- Il bugiardo, di Carlo Goldoni
- Vite private, di Noël Coward
- Il barone Bagge, di Italo Alighiero Chiusano, dall'omonimo romanzo di Alexander Lernet-Holenia
- Le tigri, di Gian Piero Bona
- Cabiria di Renato Giordano
- Delitto perfetto di Frederick Knott
- La bottega del caffè, di Rainer Werner Fassbinder, da Carlo Goldoni
- L'amico americano di Rainer Werner Fassbinder
- Ifigenia in Tauride di Rainer Werner Fassbinder da Johann Wolfgang von Goethe
- Venice, California di Renato Giordano, da anonimo veneziano del Cinquecento
- Blue comedy di Paul Ableman
- La deposizione di Hélène Pedneault
- Lettere da Auschwitz di Paolo Emilio Landi
- Maria Antonietta di Stefania Porrino
- Maria Sofia di Borbone di Maria Sandias
- Gli straccioni di Annibale Caro
- Vero, miss disgraziata? di Mario Romano Parboni
- Il buoi della notte di Renato Giordano
- Casa di bambola di Henrik Ibsen

## Filmografia

### Cinema
- Dove vai in vacanza? episodio Le vacanze intelligenti, regia di Alberto Sordi (1978)
- Abbiamo solo fatto l'amore, regia di Fulvio Ottaviano (1998)

### Televisione
- Teen (di Salvatore Baldazzi, 1976)
- Il buttafuori episodi Le due orfanelle e Il fornaretto di Venezia
- L'eredità della priora (1980)
- Il caso Ettore Grande (originale televisivo di Riccardo Tortora e Marisa Malfatti)
- La piccola peste di registi vari
- Aeroporto internazionale regia di Massimo Scaglione
- Versilia 66 regia di Adolfo Lippi
- La primavera di Michelangelo, regia di Jerry London
- Sequestro di persona, regia di Nando Cicero
- La squadra di registi vari
- Don Chisciotte (1983, film per la televisione)
- L'eredità della priora (1980, sceneggiato televisivo)
- Amedeo Nazzari, un divo italiano (2001, per la tv, nel ruolo di sé stessa)
- Un posto al sole (2003, serie tv, rai tre)
- Don Matteo (2009)
- Suburra - La serie - serie TV, episodio 1x04 (2017)

## Discografia
- Enoch Arden di Alfred Tennyson su musica di Richard Strauss, monodramma per voce recitante e pianoforte

## Pubblicazioni
- Amedeo Buffa in arte Nazzari, Edizioni Sabinae, 2009
- Dopo la fine (2009), Edizioni Sabinae, 2009
- Fratelli d'Arte. Storia familiare del cinema italiano, con Silvia Toso, Edizioni Sabinae, 2016
- Altrove (due atti unici: Torna fra nove mesi, Il viaggio di Carlotta), Edizioni ikonaLíber, Roma 2014
- Spesso sono arrivata seconda. Vagabondaggi autobiografici di un granello di sabbia, Edizioni ikonaLíber, Roma 2018.
- Memorie a brandelli, Edizioni Sabinae, Roma 2024.